# Shamil Salmanovich Basayev

Shamil Basayev trong cuộc chiến ở Dagestan

Shamil Salmanovich Basayev (tiếng Nga: Шами́ль Салма́нович Баса́ев; 1965–2006) là nhà lãnh đạo của phong trào ly khai Chechnya và được Nga cho là trùm khủng bố, kẻ thù số một của nước Nga. Cơ quan An ninh Nga từng treo giải thưởng trị giá 10 triệu USD cho ai cung cấp thông tin hoặc giết được Shamil Basayev.

## Thuở nhỏ
Basayev biệt danh là Amir Abdallah Shamil Abu-Idris sinh ngày 14 tháng 1 năm 1965 tại ngôi làng Dyshne-Vedeno, gần Vedenophía đông nam Chechnya. Gia đình ông được cho là đã có một lịch sử lâu dài tham gia kháng chiến tại chống lại sự cai trị của Nga. Trong Thế chiến thứ II, theo lệnh của Lavrenti Beria, gia đình Basayevs cùng với hầu hết dân Chechnya đã bị trục xuất đến Kazakhstan và chỉ được hồi hương vào năm 1957, khi Nikita Khrushchev lên giữ chức tổng bí thư đảng Cộng sản Liên Xô. Năm 1982 Basayev tốt nghiệp trung học phổ thông và phục vụ 2 năm trong quân đội. Năm 1987, Basayev vào học tại Viện Kỹ sư nông nghiệp. Sau đó ông đã làm việc như một nhân viên bán máy tính tại Moscow.

## Tham chiến
Tháng 8 năm 1991, Basayev tham gia bảo vệ tòa nhà Chính phủ Nga trong cuộc đảo chính nhằm lật đổ Tổng thống Nga Boris Yeltsin. 
Tháng Mười Một 1991, nhà lãnh đạo quốc gia Chechnya Dzhokhar Dudayev đơn phương tuyên bố độc lập tách khỏi Liên bang Nga. Đáp lại, Yeltsin tuyên bố tình trạng khẩn cấp và cử quân tới biên giới của Chechnya. Ngày 9 tháng 11 năm 1991 để thu hút sự chú ý của quốc tế đến cuộc khủng hoảng, Basayev tổ chức cướp chiếc máy bay Tu-154, trên đường từ Mineralnye Vody ở Nga đến Ankara, và đe dọa cho nổ tung máy bay, trừ khi tình trạng khẩn cấp đã được giải quyết. Vụ không tặc đã được giải quyết một cách hòa bình ở Thổ Nhĩ Kỳ.
Năm 1992, Basayev tới Abkhazia, một vùng ly khai của Georgia, để hỗ trợ các phong trào ly khai địa phương chống lại chính phủ Georgia. Basayev trở thành người chỉ huy trưởng của các lực lượng của Liên đoàn những người vùng núi Kavkaz.
Cũng trong năm 1992, Basayev được đề cử vào chức vụ tổng tư lệnh lực lượng của CPC. Từ tháng 8 năm 1992, Basayev trở thành tư lệnh mặt trận Gagra và Thứ trưởng Quốc phòng Abkhazia (Cộng hòa tự xưng ở Gruzia). Năm 1994 khi nội chiến xảy ra tại Chechnya, Basayev ủng hộ Dzhokhar Dudayev (tổng thống tự xưng của Chechnya).
Ngày 11 Tháng 12 năm 1994, quân Nga xâm chiếm Chechnya để lật đổ chính phủ Dzhokhar Dudayev. Dudayev giao Basayev làm chỉ huy một trong những mặt trận. Basayev đã đóng một vai trò tích cực trong kháng chiến, chỉ huy thành công Tiểu đoàn Abkhaz của ông gây thiệt hại lớn cho lực lượng Nga trong trận Grozny.
Vào thời gian này, Basayev cũng phải chịu một bi kịch cá nhân. Vào ngày 03 tháng 6 năm 1995, trong một cuộc không kích của Nga vào Dyshne-Vedeno, quê hương ông, vợ, con, chị và chú của Basayev đã thiệt mạng, mười hai thành viên khác trong gia đình của Basayev đã bị thương.
Nhằm ngăn chặn bước tiến của quân Nga, ngày 14 tháng 7 năm 1995, Basayev chỉ huy một nhóm phiến quân Chechnya chiếm giữ Bệnh viện Budennovsk tại miền nam Nga bắt giữ 1600 con tin gồm cả bác sĩ, y tá lẫn bệnh nhân. Cuộc giải cứu con tin bằng vũ lực của lực lượng đặc biệt của Nga làm 129 dân thường chết và 415 bị thương.
Năm 1996, Basayev được thăng cấp bậc và giữ chức Tổng tư lệnh của Lực lượng vũ trang Chechnya
Trong tháng 8 năm 1996, ông chỉ huy thành công việc chiếm lại các thủ đô Grozny Chechnya, đánh bại quân Nga đồn trú tại thành phố. Qua trung gian Một thỏa thuận hòa bình đã được ký kết giữa Chechnya và Nga.
Đầu năm 1997 ông được Maskhadov bổ nhiệm làm Phó Thủ tướng Chechnya.
Năm 1999 Basayev bị mất một chân khi trúng mìn ở ngoại ô Grozny (Chechnya).
Tháng 10 năm 2002 Basayev tổ chức cho 50 phiến quân chiếm đóng và bắt cóc 800 con tin tại nhà hát Dubrovka ở Moskva. Cuộc giải cứu của lực lượng Nga đã làm thiệt mạng 129 con tin. Tháng 8 năm 2004 Basayev tổ chức đánh bom cảm tử ở tàu ngoại ô Moskva làm thiệt mạng 10 người và đánh bom cảm tử trên hai chuyến bay rời Moskva làm thiệt mạng 89 người.

Tháng 9 năm 2004 Basayev tổ chức chiếm giữ và bắt con tin ở trường học tại Beslan, Cộng hòa Bắc Ossetia, làm thiệt mạng 331 người trong đó có 186 trẻ em. Tháng 10 năm 2005 Basayev tổ chức tấn công vào Nalchik, miền nam Nga, làm thiệt mạng hàng chục người.

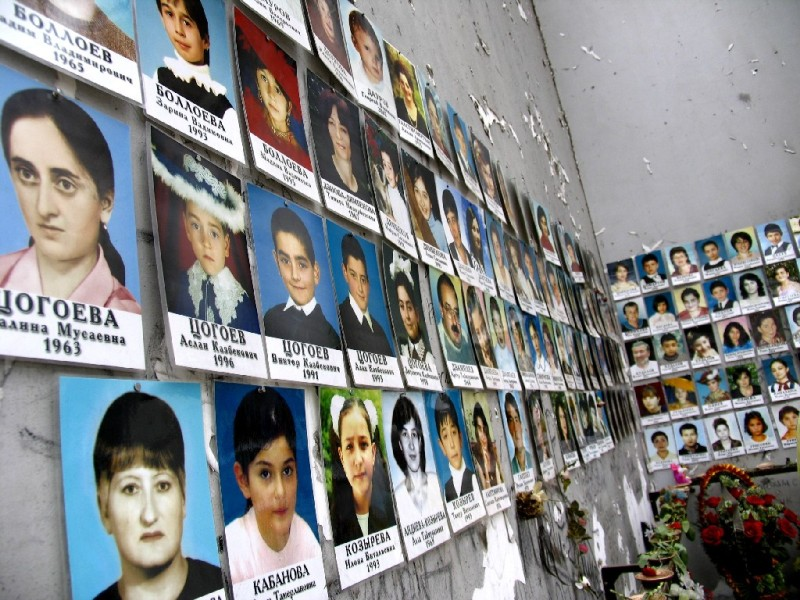
Ảnh nạn nhân vụ bắt cóc con tin tại trường học tại Beslan

## Cái chết
Ngày 10 tháng 7 năm 2006 Basayev cùng 10 phiến quân Chechnya (trong đó có 5 chỉ huy cao cấp) bị nổ tan xác trong một chiếc xe tải hiệu Kamaz tại làng Ekazhevo ở nước Cộng hòa Ingushetia (thuộc Nga). Phiến quân Chechnya nói đó là một tai nạn. Còn chính quyền Nga thì cho là đây là kết quả thắng lợi trong một chiến dịch bí mật, đặc biệt và kỹ lưỡng của đặc nhiệm Nga.

## Gia đình
Basayev có bốn người vợ, một phụ nữ người Chechnya đã thiệt mạng 1990 trong cuộc không kích của Nga, một phụ nữ Abkhaz ông gặp trong khi lãnh đạo lính đánh thuê chống lại chính quyền Georgia và một phụ nữ Cossack được kết hôn vào ngày Valentine, 2005. Người vợ thứ tư là Elina Ersenoyeva, ông lấy một cách bí mật. Sau cuộc hôn nhân, Elina đã bị bắt cóc và bị giết bởi Kadyrovtsy (một lực lượng Chechnya thân Kremlin)